# Villalaín
Villalaín es una pedanía perteneciente a Villarcayo de Merindad de Castilla la Vieja, en la provincia de Burgos, Castilla y León, España.

## Contexto
Se encuentra en la vertiente mediterránea de la provincia y su término vierte sus aguas a los ríos Ebro y Nela, a los pies de Sierra Tudanca y sierra de la Tesla. Situado a 3 km de Villarcayo, cabeza de partido, y a 72 de Burgos. Villa en la que la tradición fija el lugar de nacimiento y entierro de Laín Calvo, primer Juez Castellano. Aquí se encuentra el Monolito de Fuentezapata, donde, según la tradición, se celebraban reuniones asamblearias con los castellanos y sus primeros juicios bajo la autoridad de Laín Calvo y Nuño Rasura, sus míticos primeros jueces.

## Historia
De esta manera, aparece mencionado Villalaín en un documento del año 1020. El nombre de “villa Flaine”, posteriormente Villalaín, es un topónimo de base romana que deriva del nombre de origen latino “Flavinus”, del que también deriva el nombre castellano Laín. La tradición sitúa en este lugar el nacimiento y la sepultura de Laín Calvo, uno de los legendarios Jueces de Castilla.
En el censo de Floridablanca aparece como Lugar en el Partido de Horna, uno de los tres en que se dividía la Merindad de Castilla la Vieja adscrita al Corregimiento de las Merindades de Castilla la Vieja. Contaba con jurisdicción de realengo, con regidor pedáneo. A la caída del Antiguo Régimen queda agregado al ayuntamiento constitucional de Merindad de Castilla la Vieja, en el partido de Villarcayo perteneciente a la región de Castilla la Vieja, actualmente Comunidad Autónoma de Castilla y León. Grandes casonas solariegas blasonadas con escudos barrocos y renacentistas, alguna con elegantes ventanas apuntadas y geminadas, alternan con otras de arquitectura más popular de gruesos muros de mampostería con recercado de vanos en sillería, creando un armonioso conjunto urbano encuadrado entre la iglesia parroquial en un extremo y la casa palacio del mayorazgo de Isla con la ermita de Nuestra Señora del Torrentero en el otro.
Villalaín guarda en su historia numerosas obras de arquitectura, tales como las iglesias de Santa Eulalia y Nuestra señora del Torrentero, y un maravilloso palacio de los siglos XV-VXI.
Iglesia de Santa Eulalia

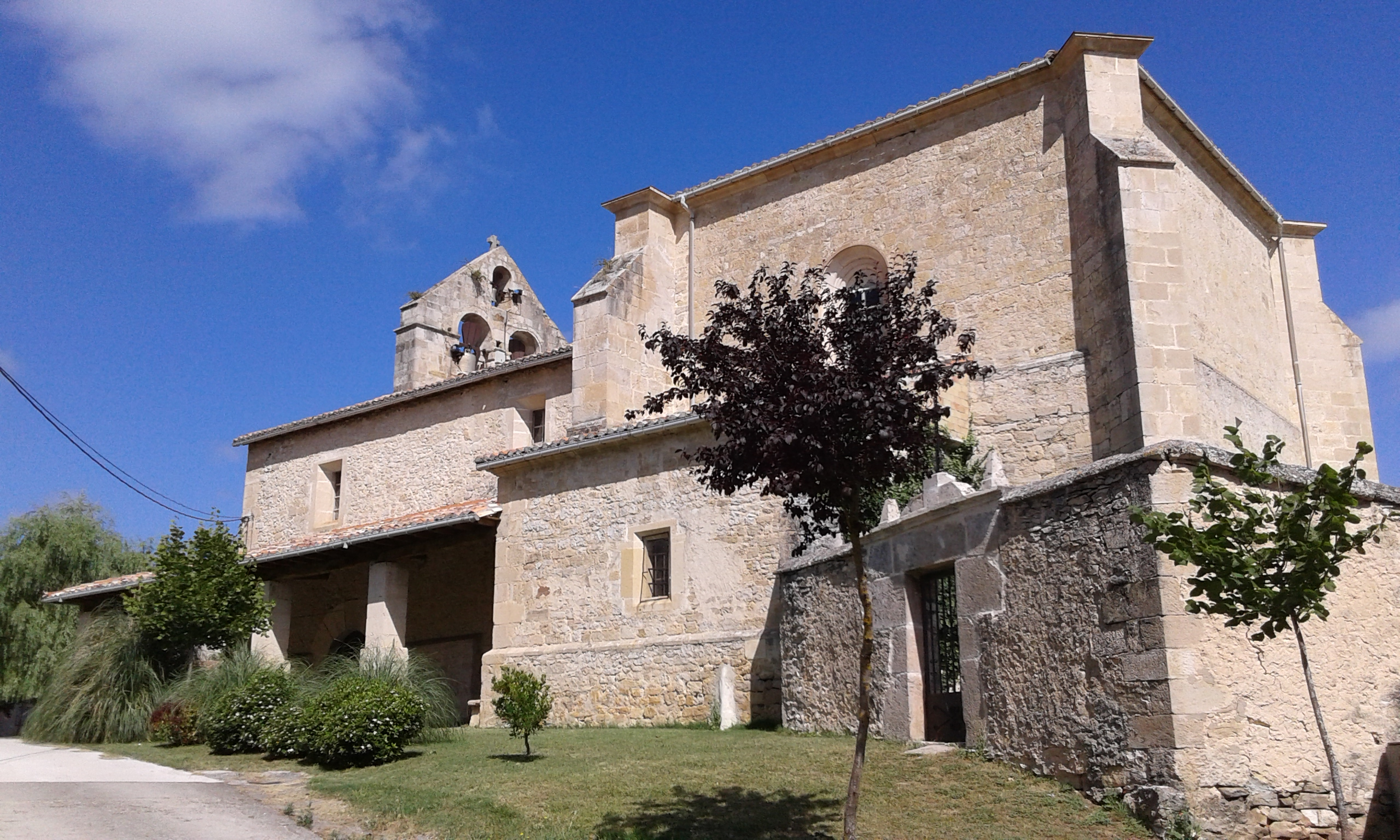
Iglesia de Santa Eulalia de Villalaín

Ligeramente apartada del conjunto urbano, en un extremo del mismo, la iglesia de Santa Eulalia destaca por su voluminosa cabecera renacentista que domina sobre el conjunto. Sobre el hastial occidental se levanta la espadaña rematada a piñón con dos grandes vanos que albergan las campanas. En el lado norte se adosa una torre de tres cuerpos rematada por una cornisa sogueada que apoya sobre canecillos, algunos de los cuales podrían haber pertenecido a la antigua iglesia románica. En el muro norte se aprecian vestigios de una antigua construcción gótica. Desde la cabecera, cubierta con bóveda estrellada de plementería plana, el acceso a la sacristía se realiza por una bellísima puerta renacentista. Cuenta con un magnífico retablo clasicista escasamente dorado.
Iglesia de Nuestra Señora del Torrentero
Varias épocas constructivas se aprecian en este pequeño y complejo templo que conserva interesantes restos de época románica. Esta iglesia, que aparece vinculada desde muy antiguo al solar de los Isla, fue objeto de una importante ampliación en el siglo XVI durante la cual se añadió en el lado norte una nueva nave con su correspondiente cabecera destinada a capilla privada de la familia Isla. Entre las dos cabeceras se abrió un arco bajo el que se emplazó el magnífico sepulcro de Pedro Díez de la Peña y su mujer María Gómez de Isla, bajo cuyo mecenazgo se realizó la reforma del templo.
Una inscripción realizada probablemente cuando se hizo la ampliación, en el siglo XVI, recuerda que esta iglesia la mandó hacer Gonzalo Fernández de Isla, señor de la casa y señorío de Isla, en el año 1130.Todavía se conserva prácticamente intacta la antigua fábrica románica de la cabecera formada por ábside de testero plano cubierto con bóveda de cañón apuntado. El arco triunfal ligeramente apuntado y doblado que separa la cabecera de la transformada nave descansa sobre columnas entregas con capiteles decorados con motivos figurados, animales, vegetales y geométricos. La ventana románica visible desde el exterior del ábside muestra en uno de sus capiteles una sirena de doble cola de pez, motivo recurrente en muchas otras iglesias románicas de la comarca como la de Quintanilla-Socigüenza o la de San Martín del Rojo.
En su interior cuenta con unas interesantes pinturas murales de finales el siglo XV, muy similares a las que firmó Pedro Muñoz en la iglesia de Villarán.
Casa-palacio del Mayorazgo de Isla
Con planta en “L” y una potente torre de cuatro alturas, la casa fuerte y torre del mayorazgo de Isla exhibe el poder y la prosperidad que tuvieron sus propietarios, pero también la decadencia y el abandono. Estos edificios construidos entre los siglos XV y XVI muestran interesantes elementos góticos, así como una magnífica arquería renacentista y una impresionante escalera monumental. El acceso se realiza a través de una magnífica portada con arco de medio punto flanqueada por dos robustos cubos de sillares perfectamente labrados.
La fachada principal del palacio está construida en sillar bien labrado y cuenta con un pórtico formado por dos arcos de medio punto sostenidos por finas columnas, con el escudo de los fundadores sobre una de ellas. A los Isla, dueños de la torre, se les cree de procedencia santanderina. Alguno de este apellido aparece citado en la crónica de Juan II a principios del siglo XV. “La casa deste mismo apellido de Ysla que esta en el lugar de Villalaín, cerca de Villarcayo es estimada por de las más nobles de la Montaña como lo muestra su fuerte y antiguo edificio… Tiene entierros en el Real monasterio de Ríoseco…Es también suya la capilla maior de nuestra Sª de Torrentero Parroquial y matriz de el mismo lugar de Villalaín que está cerca de la casa y dentro de su solar. Fue señor de ella en tiempos antiguos Gómez Fernández de Ysla que la vinculó sucediéndole su hijo Pedro de Isla… Heredó esta casa de Isla embra descendiente legítima de Pedro de Isla la qual casó con Diego de Vivanco su primo hermano de quien hubo sucesión y fue su descendiente legítima María Gómez de Ysla la qual sucedió en la casa y mayorazgo y patronato de Ysla de Villalaín, esta señora casó con el capitán Pedro Díez de la Peña”. Poco después pasó al apellido Angulo.
El conjunto palacial está precedido de un patio cercado de muro. Su puerta es de arco de medio punto y está flanqueada de cubos defendidos por aspilleras y almenas, pero de tales proporciones que todo es pura simbología. Tanto este acceso como el palacio de enfrente (en el que destaca un escudo de los Isla sobre una columna) son de excelentes materiales constructivos. Por diversos motivos habría que fecharlos en el siglo XVII. Desde el interior del citado palacio se pasa a la torre que ocupa el extremo Norte del conjunto de edificaciones. La disposición, finalidad, proporciones y formas se corresponden con otras comarcanas. Mide casi siete metros de lado. Los vanos son pequeños y escasos: alguno adintelado y otros de arquillo de medio punto. En las cuatro plantas en que se divide destacan también algunas saeteras. La cubierta es de cuatro aguas. Excepto el sillarejo de las esquinas el resto de los materiales es de escasa calidad. Los elementos constructivos parecen demostrar una obra del Renacimiento.

## Demografía
En 2024 contaba 52 habitantes (INE).

## Gastronomía

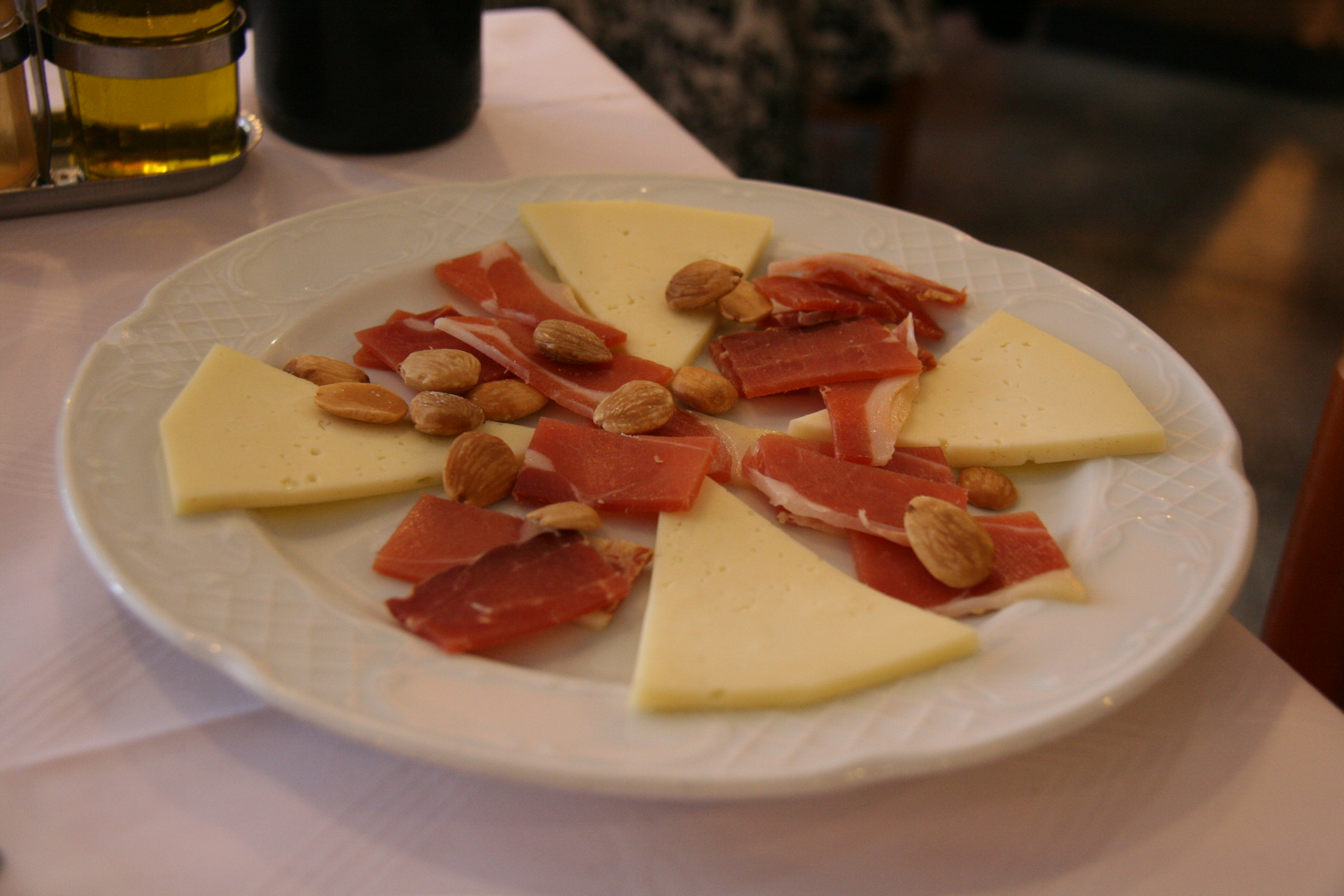

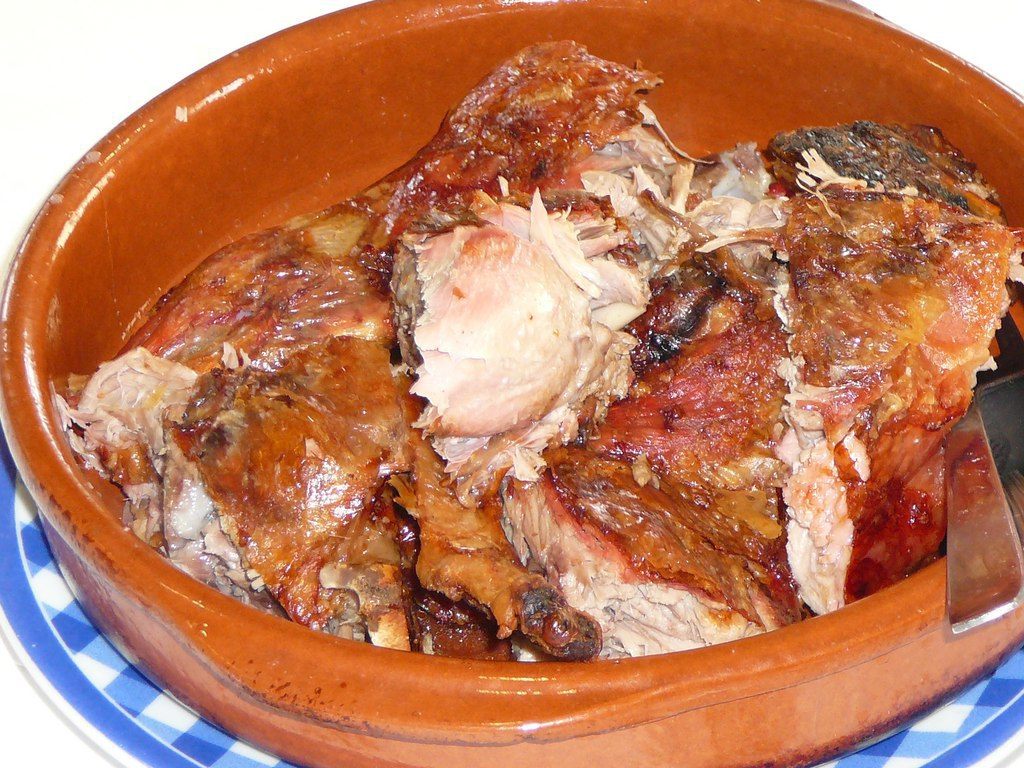

La gastronomía típica de la zona incluye: Lechazo, Morcilla de Burgos, Queso fresco de Burgos, Chorizo.

## Laín Calvo
Personaje legendario de Castilla cuya vida se sitúa entre 798, fecha de su hipotético nacimiento, y 870, fecha de su supuesta muerte.La figura de Laín Calvo está inmersa en la leyenda de los jueces castellanos, existiendo diversas variantes de la misma. Según la versión más admitida, a la muerte del rey Alfonso II de Asturias, los habitantes de Castilla eligieron dos jueces para que representasen sus intereses ante la corte asturiana.
Antes de que Castilla se erigiese en un reino independiente de la monarquía astur-leonesa, los pleitos acontecidos en el territorio debían de resolverse, en última instancia, en la Corte. La lejanía de la misma, lo penoso y peligroso del viaje, junto con la lentitud de los procesos, parecer ser que fue lo que motivó a los magnates de Castilla a elegir unos jueces para que prescindiendo de los tribunales regios, administrasen justicia en el territorio, de forma tal que no fuese necesario acudir a la mediación de la Corte. Uno de estos jueces fue Laín Calvo y el otro Nuño Núñez Rasura.A partir de este momento la leyenda empieza a tomar diferentes aspectos según el cronista que la relate; así, para el Tudense, Laín Calvo renunció al cargo, dejando el poder en manos de Nuño Rasura, el cual extendió las fronteras del territorio, a costa de la vecina León, hasta las orillas del Pisuerga. Sin embargo, esta versión se contradice con la de Jiménez de Rada el Toledano, el cual afirmó que ambos jueces gobernaron juntos, correspondiendo a Laín los aspectos militares (sería según éste autor el caudillo de las tropas castellanas) y a Rasura los políticos. Tanto el Tudense como el Toledano sitúan los acontecimientos en el reinado de Fruela II y no a la muerte de Alfonso II.En la actualidad, la mayor parte de los investigadores coinciden en afirmar el carácter legendario de ambos jueces castellanos, aunque no falta quien afirme como histórica la leyenda. El propio Rodrigo Díaz de Vivar se hacía descendiente por vía paterna de Laín Calvo, y a Fernán González se le ha hecho descendiente de Nuño Rasura. No obstante, tras los estudios del profesor Galo Sánchez (Anuario de Historia del Derecho Español, 1929) y Ramos Loscertales (Cuadernos de Historia de España, X, 1948), el carácter legendario de los mismos parece ampliamente demostrado. El investigador Justo Pérez de Urbal aceptó de forma parcial el carácter histórico de los jueces castellanos en su Historia del Condado del Castilla, vol. I, 1945.

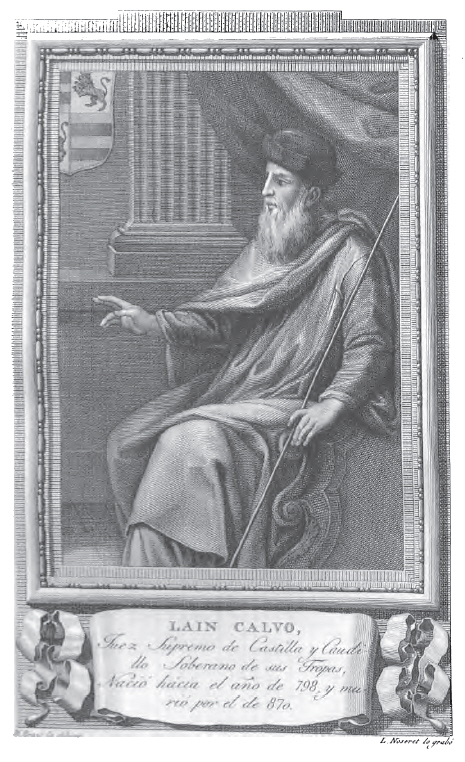

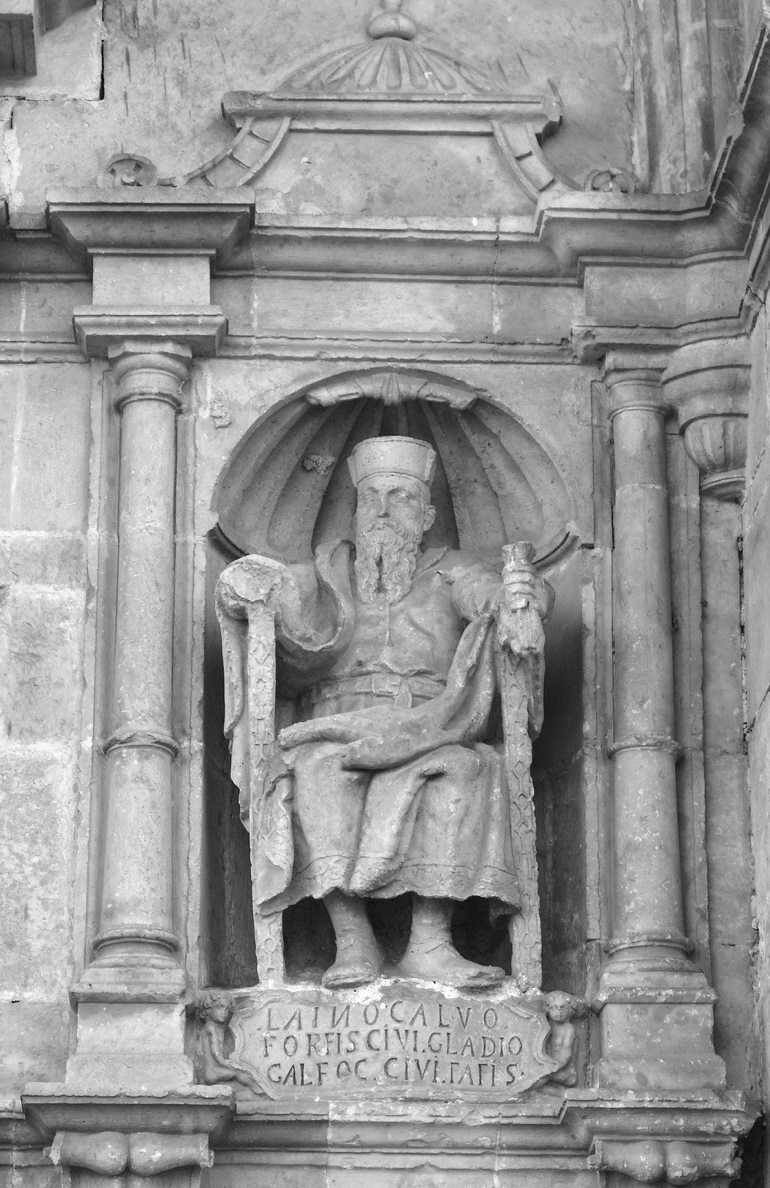

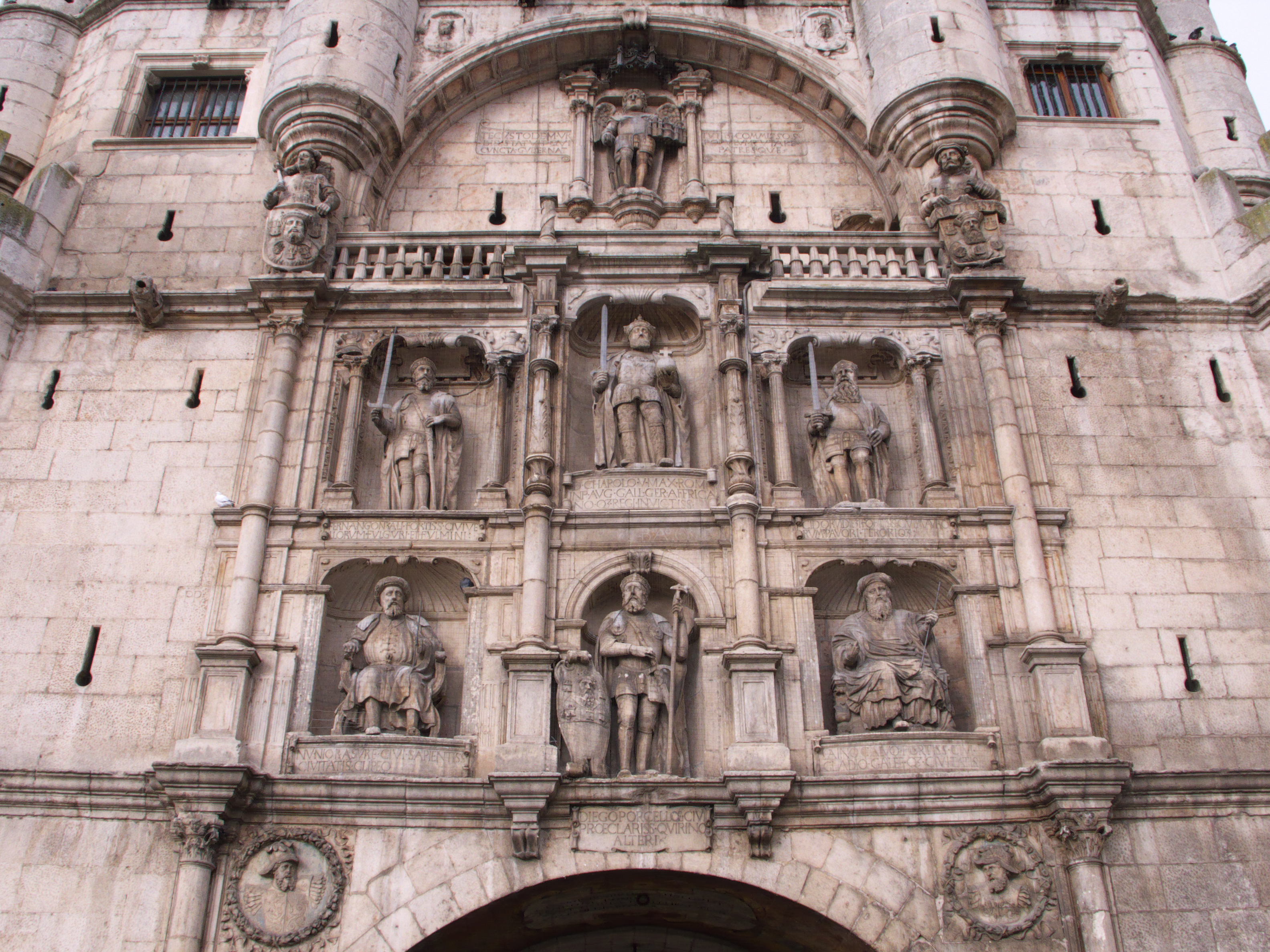